# گنسی (کلرادو)
گنسی (به انگلیسی: Genesee) یک منطقهٔ مسکونی در ایالات متحده آمریکا است که در شهرستان جفرسون، کلرادو واقع شده‌است. گنسی ۱۷٫۲ کیلومتر مربع مساحت و ۳٬۶۰۹ نفر جمعیت دارد و ۲٬۳۳۱ متر بالاتر از سطح دریا واقع شده‌است.